# 馬塲マサヨ
馬塲 マサヨ（ばば まさよ、1960年 - ）は日本のピアニスト。福井県生まれ。
金城学院大学 文学部 音楽芸術学科教授

## 経歴
東京芸術大学音楽学部ピアノ科、同大学大学院音楽研究科修士課程修了。
NHK交響楽団、オーケストラアンサンブル金沢、名古屋フィルハーモニー交響楽団等のオーケストラと共演の他、リサイタル多数。
ショパン国際コンクールinASIA、ピアノ教育連盟、みえ音楽コンクール、ヤマハピアノフェスティバルクラシックコンクール等の審査歴。
現在、金城学院大学文学部音楽芸術学科教授。一般社団法人全日本ピアノ指導者協会正会員。

## 著書
- 「目からウロコのピアノ奏法」ヤマハミュージックメディア刊

- 「目からウロコのピアノ指導法」ヤマハミュージックメディア刊
- 「目からウロコのピアノ脱力法」ヤマハミュージックメディア刊